# دالبی سینما

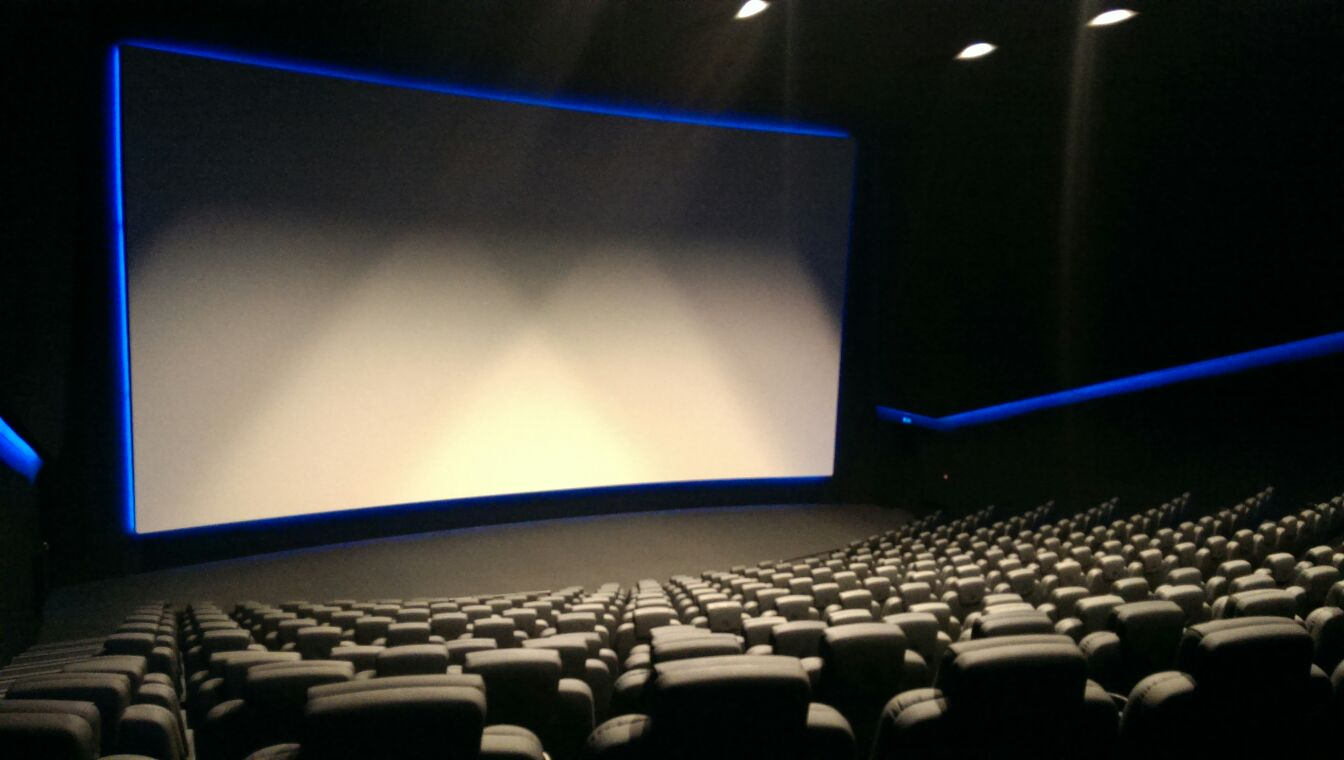
فضای داخلی یک سینمای معمولی دالبی سینما واقع در هیلفرسوم، هلند

دالبی سینما (به انگلیسی: Dolby Cinema) یک سینمای ممتاز است که توسط آزمایشگاه دالبی ساخته شده و فناوری‌های اختصاصی دالبی مانند دالبی ویژن (Dolby Vision) و دالبی اتموس (Dolby Atmos) و همچنین سایر ویژگی‌های ورودی (Signature entrance) و طراحی‌های ذاتی را ترکیب می‌کند. این فناوری با آی‌مکس و سایر فرمت‌های بزرگ برتر مانند ایکس‌دی سینه‌مارک و آرپی‌ایکس ریگال رقابت می‌کند.
در ایران تنها سینمای مجتمع بزرگ نیایش مال تهران از این ویژگی برخوردار است.

## فناوری
اولین نصب‌هایی که دالبی سینما را به نمایش گذاشتند، جی‌تی (اکنون ویو) بیوسکوپن سینما در آیندهوون، هلند در ۱۸ دسامبر ۲۰۱۴ و پس از آن سینسا لا ماکوینیستا در بارسلونا، اسپانیا بود. آزمایشگاه دالبی شریکانی با سینستا، سینماهای ویو، سینماهای ای‌ام‌سی (معروف به دالبی سینما در ای‌ام‌سی، سابقاً دالبی سینما در ای‌ام‌سی پرایم تا اوایل ۲۰۱۷)، سینماهای سینپلکس، سینماهای واندا، سینمای جکی چان و سینماهای اودئون برای نصب سینماهای دالبی دارند. در ۲۶ می ۲۰۱۷، دالبی اعلام کرد که برای افتتاح ۱۰ مکان جدید در اروپا قرارداد بسته‌است. هفت مورد در فرانسه و سه مورد در هلند واقع شدند.

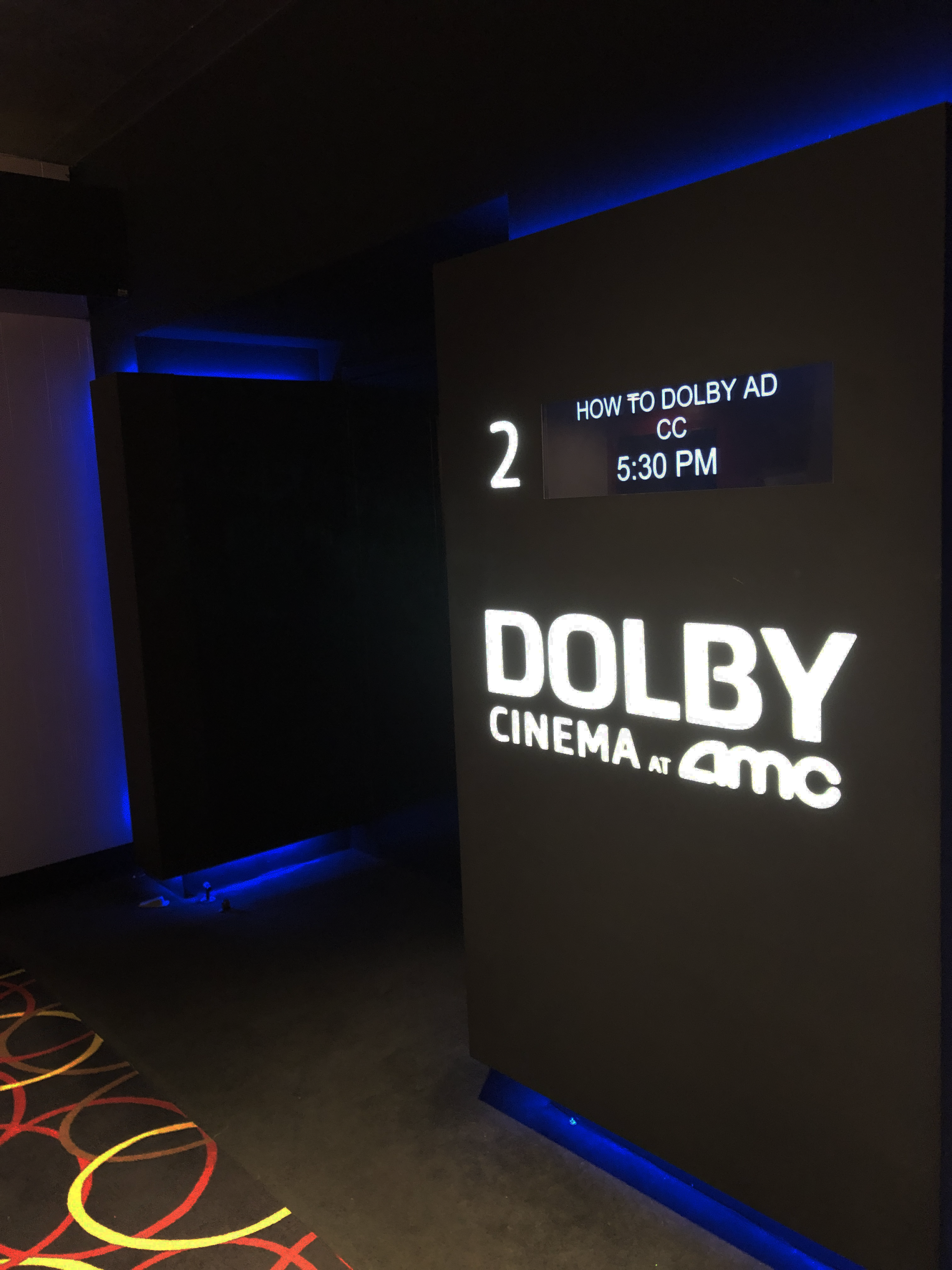
ورودی به یک سالن دالبی سینما واقع در میدان ای‌ام‌سی بارتون کریک ۱۴ در آستین، تگزاس

### دالبی ویژن
دالبی سینما از یک سامانهٔ پروجکشن دالبی ویژن که توسط آزمایشگاه دالبی و کریستی دیجیتال ایجاد شده‌است، استفاده می‌کند. این سیستم از دو پروژکتور لیزری مدولار کریستی 4K 6P (بنیادی) تشکیل شده‌است که دارای نوعی طراحی سفارشی است تا مسیر نور منحصربه‌فردی را ایجاد کند. این سامانه قادر است تا ۱۴ فوت لامبرت (۴۸ نیت) را بر روی صفحه نمایش‌های سفید مات با یکپارچگی برای ۳ بعدی (و تا ۳۱ فوت لامبرت (۱۰۶ نیت) برای ۲ بعدی را ارائه دهد که یک پیشرفت قابل توجه در نسل فعلی سامانه‌های سه بعدی است که در محدوده ۳ تا ۴ فوت-لامبرت فعالیت می‌کنند. نتیجه آن بهبود روشنایی، رنگ و کنتراست در مقایسه با پروژکتورهای زنون سنتی است. اولین سینماها به‌طور موقت از پروژکتورهای لیزری کریستی 4K دوگانه استفاده می‌کردند تا اینکه در بهار ۲۰۱۵ پروژکتورهای دارای قابلیت دالبی ویژن به بازار عرضه شدند.

### دالبی اتموس
یکی دیگر از اجزای تجربه دالبی سینما دالبی اتموس است، یک فرمت صدای فراگیر سه‌بعدی شیءگرا که توسط آزمایشگاه دالبی توسعه یافته‌است. این سیستم قادر به ۱۲۸ ورودی صوتی به‌طور همزمان با استفاده از حداکثر ۶۴ بلندگوی جداگانه برای افزایش غوطه وری بیننده است. اولین فیلمی که از فرمت جدید پشتیبانی کرد، پویانمایی شجاع دیزنی و پیکسار بود که در سال ۲۰۱۲ منتشر شد.

### ویژگی‌های ورودی
اکثر سینماهای دالبی دارای یک ورودی منحنی ویدئویی هستند که محتوای مربوط به فیلم بلند در حال پخش در سالن را نمایش می‌دهد. محتوای نمایش داده شده بر روی دیوار ویدیویی به‌طور خاص توسط استودیو فیلم تولید می‌شود و برای غوطه‌ور کردن بینندگان در تجربه فیلم قبل از شروع فیلم است. این ویدئو با استفاده از چندین پروژکتور کوتاه با کیفیت بالا در سقف ورودی تولید می‌شود و از نرم‌افزار اختصاصی برای نقشه پیکسلی تصاویر مختلف با هم در امتداد دیوار استفاده می‌شود. به همین ترتیب، صدا با استفاده از بلندگوهایی که در سقف ورودی قرار گرفته‌اند تولید می‌شود.